# Таловка (Первомайський район)
Та́ловка (рос. Таловка) — село у складі Первомайського району Алтайського краю, Росія. Входить до складу Журавліхинської сільської ради.

## Населення
Населення — 115 осіб (2010; 151 у 2002).
Національний склад (станом на 2002 рік):
- росіяни — 90 %